# سینمای چاد

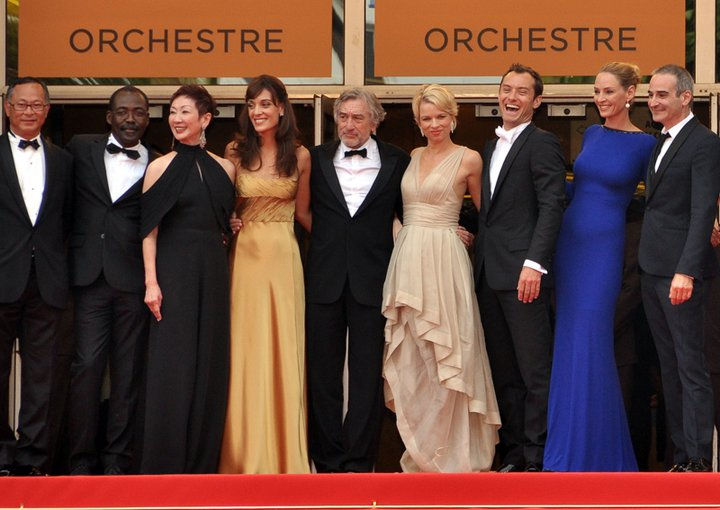
محمد صالح هارون نفر دوم از چپ در جمع هیئت داوران جشنواره کن ۲۰۱۱

سینمای چاد به صنعت فیلم‌سازی در این کشور اشاره دارد. صنعتی که اگرچه خرد است اما روند رو به رشد دارد. چاد تا سال ۱۹۶۰ جزیی از قلمروهای فرادریایی فرانسه بود. به نظر می‌رسد اولین فیلمی که در این سرزمین ساخته شد ریشه‌هایی از بهشت ساخته جان هیوستون محصول ۱۹۵۸ باشد.

## سینمای پس از استقلال
پس از استقلال و در دهه ۶۰ ادوارد سیلی مستندهای کوتاه و بلندی دربارهٔ مردمان بومی و اوضاع و احوال اجتماعی در چاد ساخت که در چندین سینما نمایش داده می‌شد. در دهه ۶۰ در اِنجامِنا ۵ سالن سینما وجود داشت که در بین آن‌ها سینما نورماندی مشهورترین بود. در همین دهه در شهرهایی مانند ساره، موندو و آبشی نیز حداقل یک سالن نمایش فیلم ساخته شده بود.
در دهه ۷۰ و ۸۰ به دلیل شروع جنگ‌های داخلی و مداخلات نظامی خارجی، فیلم و سینما به‌طور کلی در این کشور تعطیل شد. در ۱۹۹۰ پس از سرنگونی حکومت حسین حبری دیکتاتور چاد توسط ادریس دبی اوضاع کشور تا حدودی تثبیت شد و امکان توسعه یک صنعت فیلم نوپا را فراهم کرد.

## سینمای دهه ۹۰

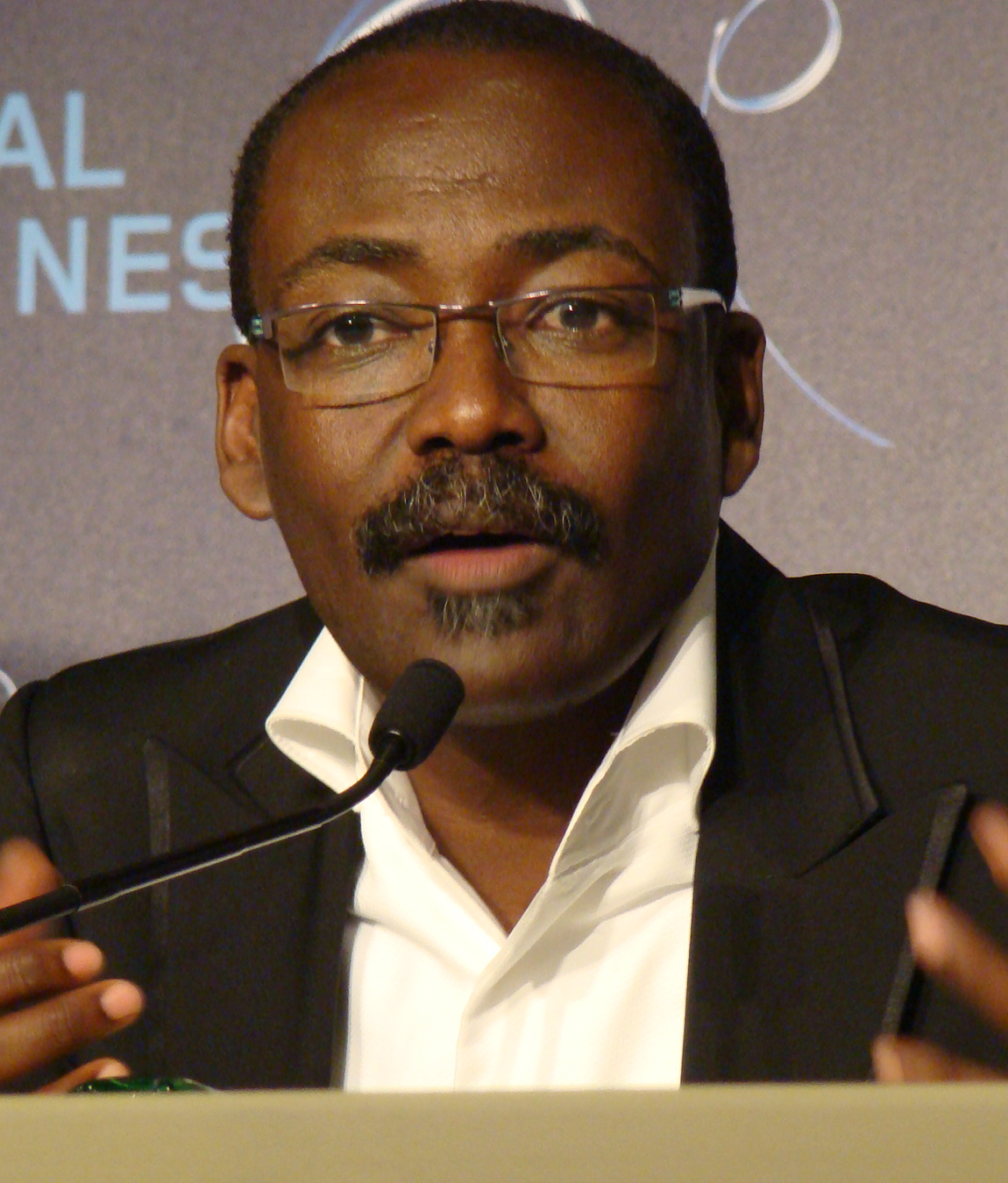
محمد صالح هارون

مهمترین سینماگران حال حاضر سینمای چاد محمد صالح هارون، عیسی سرژ کوئلو و آبکار چنه ماسار هستند که عمدتاً در اواخر دهه ۹۰ از بدنه سینمای چاد ظهور کردند. محمد صالح هارون در جشنواره‌هایی از جمله جشنواره فیلم و تلویزیون پان آفریقا واگادوگو، جشنواره فیلم ونیز و جشنواره کن حضور داشته‌است. آبونا (۲۰۰۲)، مردی که جیغ می‌کشد (۲۰۱۰) و یک فصل در فرانسه (۲۰۱۷) از مهمترین فیلم‌های وی به‌شمار می‌آیند.
چاد تاکنون ۲ فیلم به عنوان نماینده سینمای این کشور در جایزه اسکار معرفی کرده‌است که هردو فیلم با کارگردانی محمد صالح هارون بوده‌است. آبونا در هفتاد و پنجمین دوره جوایز اسکار در سال ۲۰۳ و گری‌گری در هشتاد و ششمین دوره جوایز اسکار در سال ۲۰۱۴ به عنوان نماینده سینمای چاد به آکادمی اسکار معرفی شده بودند. یوسف جااورو بازیگر سینمای چاد در عمده فیلم‌های محمد صالح هارون حضور داشته‌است.
در سال ۲۰۱۱ رسماً اعلام شد که دولت چاد پس بازسازی سینمای قدیمی نورماندی در انجامنا به بازگشایی آن خواهد پرداخت. در حال حاضر سینما نورماندی تنها سینمای فعال در چاد است.